# Брив-ла-Гайард (округ)
Брив-ла-Гайа́рд (фр. Brive-la-Gaillarde) — округ (фр. Arrondissement) во Франции, один из округов департамента Коррез (регион Новая Аквитания). Супрефектура — Брив-ла-Гайард.
Население округа на 2006 год составляло 127 079 человек. Плотность населения составляет 83 чел./км². Площадь округа составляет 1526 км².